# 佐賀県道41号鹿島嬉野線
佐賀県道41号鹿島嬉野線（さがけんどう41ごう かしまうれしのせん）は、佐賀県鹿島市から嬉野市に至る県道（主要地方道）である。

## 概要
鹿島市大字高津原から嬉野市嬉野町大字下宿甲に至る。鳥越峠は長年交通の難所であったが、トンネルと周辺バイパスの完成により、利便性が大きく向上した。

### 路線データ
- 起点：佐賀県鹿島市大字高津原（黒川橋（くろごはし）交差点、国道207号交点）
- 終点：佐賀県嬉野市嬉野町大字下宿甲（築城交差点、国道34号交点、佐賀県道303号岩屋川内嬉野線終点）

## 歴史
- 1993年（平成5年）5月11日 - 建設省から、県道鹿島嬉野線が鹿島嬉野線として主要地方道に指定される[1]。
- 2025年（令和7年）4月1日 - 佐賀県告示第78号により、起点位置がスカイロード交差点から黒川橋（くろごはし）交差点に変更[2]。

## 路線状況

### 重複区間
- 佐賀県道208号大木庭武雄線（鹿島市三河内甲 - 嬉野市塩田町大字谷所甲）
- 佐賀県道303号岩屋川内嬉野線（嬉野市嬉野町大字吉田丁 - 嬉野市嬉野町大字下宿甲・築城交差点（終点））

### 道路施設

#### 橋梁
- 黒川橋（黒川、鹿島市）
- 山口橋（鹿島川、嬉野市）
- 平野橋（岩瀬戸川、嬉野市）
- 清用橋（吉田川、嬉野市）
- 祇園橋（井手川内川、嬉野市）
- 鋸橋（塩田川、嬉野市）

#### トンネル
- 鳥越トンネル：延長604 m、2001年（平成13年）竣工、嬉野市

## 地理

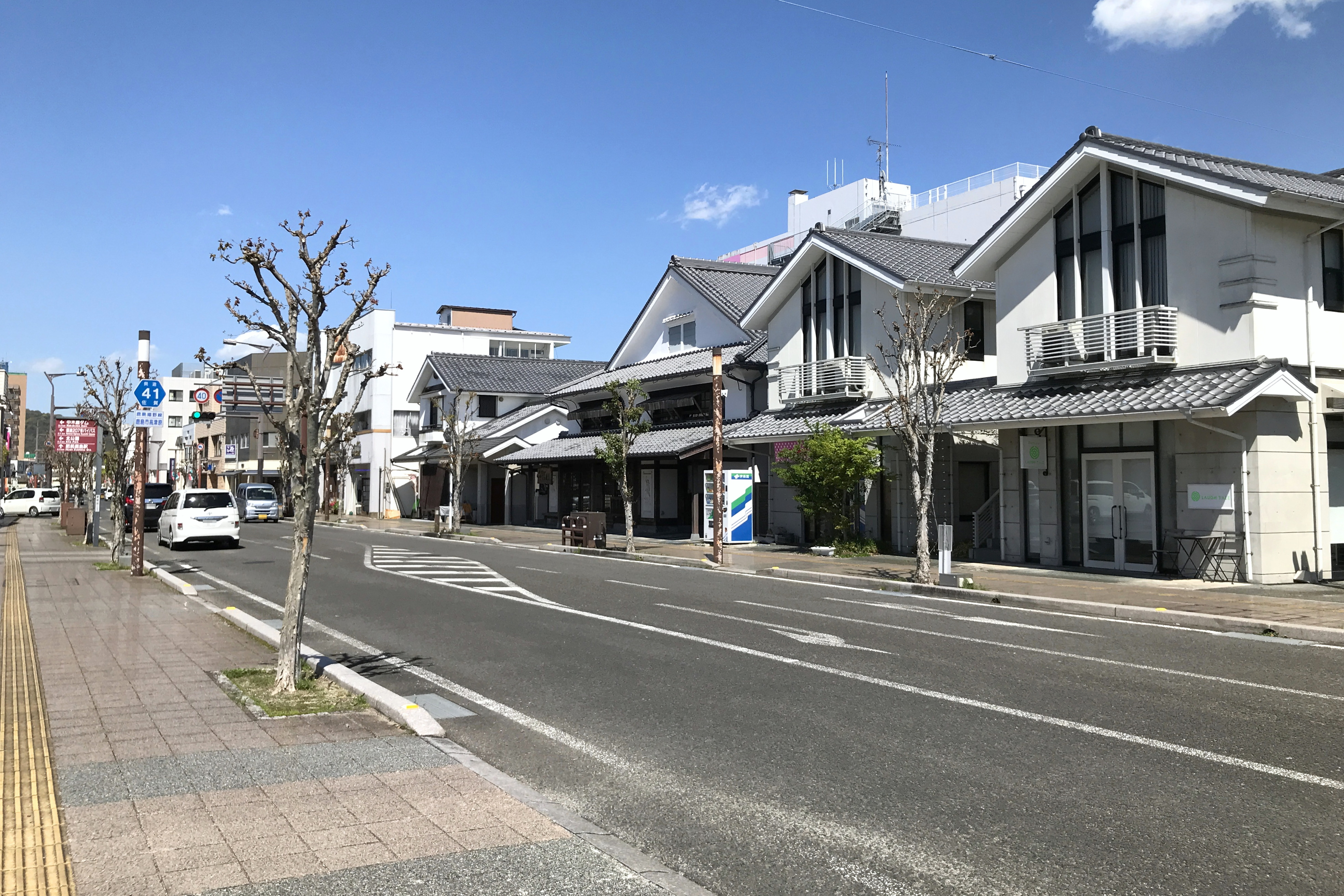
さくら通り（鹿島市大字高津原）

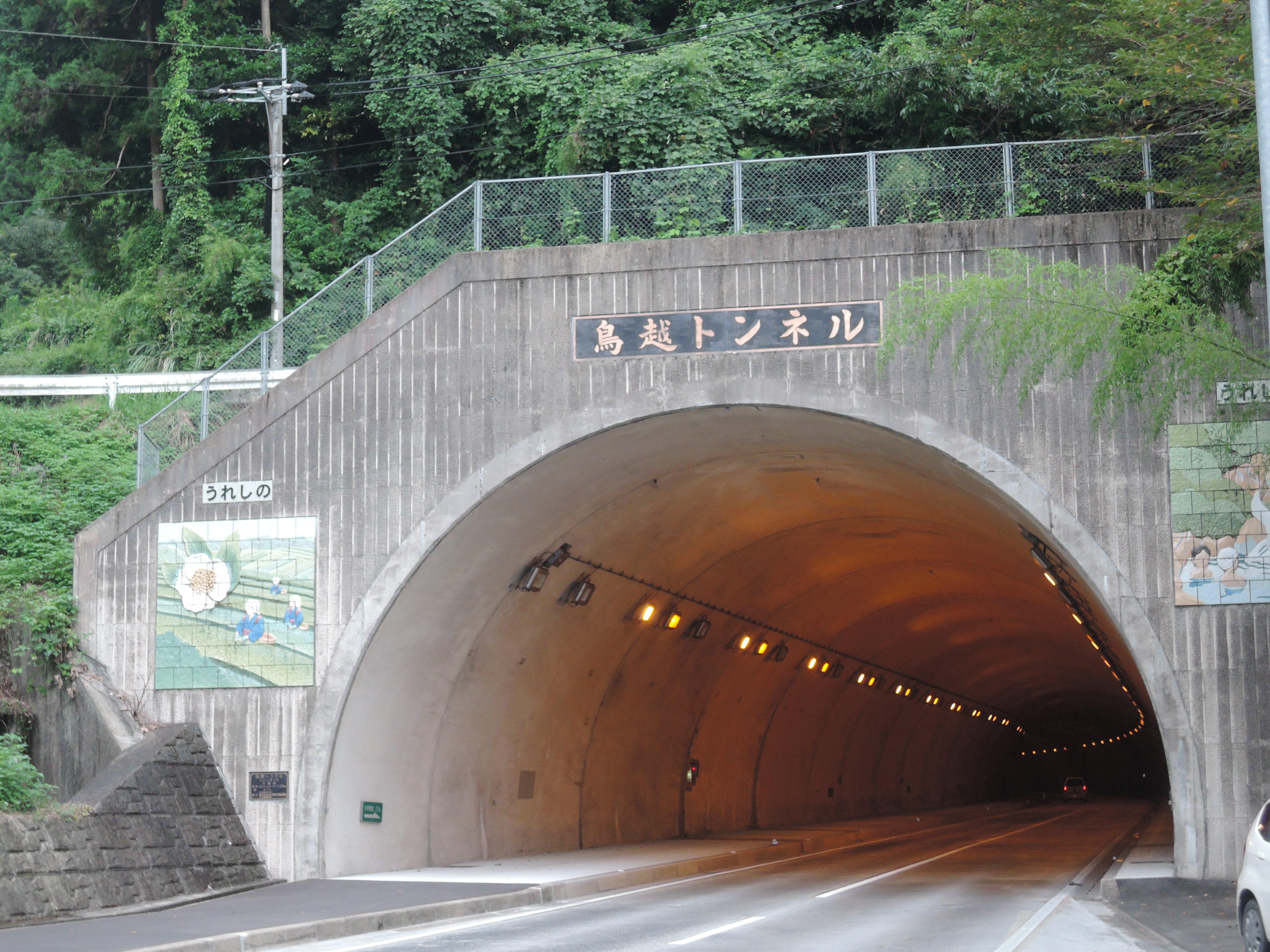
鳥越トンネル（嬉野市）

### 通過する自治体
- 鹿島市
- 嬉野市

### 交差する道路
| 交差する道路                                      | 市町村名 | 交差する場所     | 交差する場所               |
| ------------------------------------------------- | -------- | ---------------- | -------------------------- |
| 国道207号 / 鹿島バイパス                          | 鹿島市   | 大字高津原       | 黒川橋（くろごはし）交差点 |
| 佐賀県道208号大木庭武雄線 重複区間起点            | 鹿島市   | 三河内甲         |                            |
| 佐賀県道208号大木庭武雄線 重複区間終点            | 嬉野市   | 塩田町大字谷所甲 | 塩田分岐交差点             |
| 佐賀県道303号岩屋川内嬉野線 重複区間起点          | 嬉野市   | 嬉野町大字吉田丁 |                            |
| 国道34号 佐賀県道303号岩屋川内嬉野線 重複区間終点 | 嬉野市   | 嬉野町大字下宿甲 | 築城交差点 / 終点          |

### 交差する鉄道
- 西九州新幹線

### 沿線
- 嬉野市立五町田小学校 谷所分校
- 鹿島警察署 嬉野幹部派出所
- JR九州西九州新幹線 嬉野温泉駅（終点付近）

### 峠
- 鳥越峠（嬉野市）